# Dionysia michauxii
Dionysia michauxii är en viveväxtart som först beskrevs av Jean Étienne Duby, och fick sitt nu gällande namn av Pierre Edmond Boissier. Dionysia michauxii ingår i dionysosvivesläktet som ingår i familjen viveväxter. Inga underarter finns listade i Catalogue of Life.

## Bilder

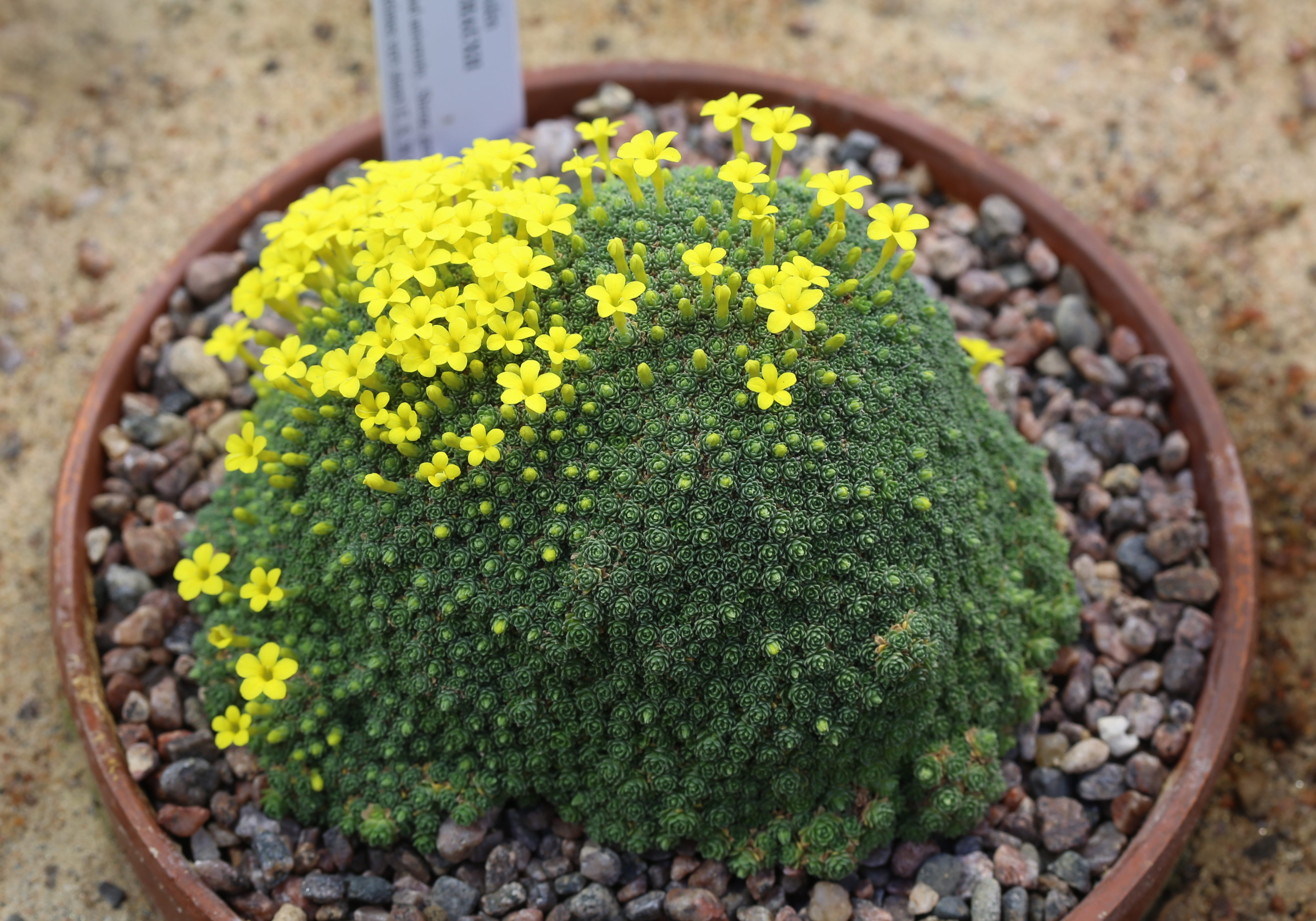